# Alex Hyde-White

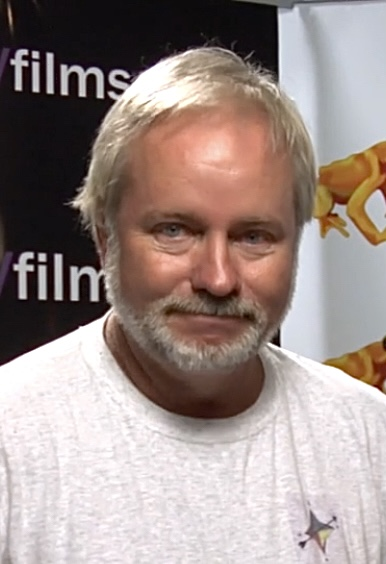
Alex Hyde-White, 2011

Alexander Punch Hyde-White (* 30. Januar 1959 in London, England) ist ein britischer Schauspieler.

## Leben
Alexander Punch Hyde-White wurde als Sohn der Theaterschauspielerin Ethel M., geborene Korenmann, und des Schauspielers Wilfrid Hyde-White in London geboren. Er wuchs in Palm Springs, Kalifornien auf und studierte, nachdem er die Palm Springs High School besuchte, an der Georgetown University. Allerdings verließ er diese nach einem Jahr wieder, um sich auf seine Schauspielkarriere zu konzentrieren.
Seinen ersten Schauspielvertrag erhielt er mit 18 Jahren von Universal Pictures. Anschließend spielte er in mehrere Serien Figuren, die lediglich in einer Episode auftraten. So war sein erster Einsatz in der Erfolgsserie Quincy. Sein Vater stand ebenfalls dort unter Vertrag. Allerdings traten sie erst 1980 in der „Merv Griffin Show“ vor der Kamera.
Hyde-White war in erster Ehe mit der Schauspielerin Karen Dotrice, der Tochter von Roy Dotrice, verheiratet. Mit ihr war er von 1986 bis 1992 verheiratet und hat ein gemeinsames Kind. Seit 1997 ist er mit Shelly Bovert Hyde-White, mit der er ebenfalls ein gemeinsames Kind hat, verheiratet.

## Filmografie (Auswahl)
- 1978: Kampfstern Galactica (Battlestar Galactica, Fernsehserie, Episoden 1x08-09)
- 1978–1981: Quincy (Quincy M.E., Fernsehserie, drei Folgen)
- 1981: Buck Rogers (Buck Rogers in the 25th Century, Fernsehserie, vier Folgen)
- 1982: Der Spielgefährte (The Toy)
- 1986: Der Biggels-Effekt (Biggles: Adventures in Time)
- 1987: Ishtar
- 1987: Schatten in der Dunkelheit (Echoes in the Darkness)
- 1988: Flugzeugträger U.S.S. Georgetown (Supercarrier, Fernsehserie, neun Folgen)
- 1989: Time Trackers
- 1989: Das Phantom der Oper (Gaston Leroux’s The Phantom of the Opera)
- 1989: Indiana Jones und der letzte Kreuzzug (Indiana Jones and the Last Crusade)
- 1989: Kinjite – Tödliches Tabu (Kinjite – Forbidden Subjects)
- 1990: Der Harte und der Zarte (Loose Cannons)
- 1990: Pretty Woman
- 1990: Mord ist ihr Hobby (Murder, she wrote, Fernsehserie, Episode 7x22)
- 1990: Mord per Nachnahme (Murder C.O.D.)
- 1991: Seeschlacht vor Virginia (Ironclads)
- 1993: Walker, Texas Ranger (Fernsehserie, Episode 2x17)
- 1994: The Fantastic Four
- 1994: Wyatt Earp – Das Leben einer Legende (Wyatt Earp)
- 1995: Das Alien in dir (The Alien Within)
- 1997: Diagnose: Mord (Diagnosis: Murder, Fernsehserie, Episode 5x11)
- 1997: Die FBI Connection (Deep Cover)
- 1998: Profiler (Fernsehserie, Episode 3x16)
- 2002: Catch Me if You Can – Mein Leben auf der Flucht (Catch Me if You Can)
- 2003: The Guardian – Retter mit Herz (The Guardian, Fernsehserie, Episode 3x05)
- 2003: Gods and Generals
- 2005: Without a Trace – Spurlos verschwunden (Without a Trace, Fernsehserie, Episode 4x03)
- 2005: Arnold – Sein Weg nach oben (See Arnold Run)
- 2006: Bones – Die Knochenjägerin (Bones, Fernsehserie, Episode 2x01)
- 2007: Murder 101: College Can Be Murder
- 2009: Navy CIS (NCIS, Fernsehserie, Episode 7x17)
- 2011: Night Club
- 2011: The Mentalist (Fernsehserie, Episode 4x05)
- 2011: Dexter (Fernsehserie, Episode 6x09)
- 2012: The Christmas Pageant
- 2012: Game Change – Der Sarah-Palin-Effekt (Game Change)
- 2023: Invitation to a Murder
- 2025: The Fantastic Four: First Steps